# Dendryphantes hastatus
Dendryphantes hastatus — вид пауков-скакунов обитающих в Палеарктике.

## Описание
Взрослые особи достигают 5—7 мм в длину.

## Питание
Dendryphantes hastatus является насекомоядным пауком. Питается в основном летающими насекомыми, чаще комарами.

## Распространение
Этот вид встречается в регионах Китая, Сибири и Европы.

## Место обитания
Живёт он на краю лесов и среди кустарников.

## Заметки
1. 1 2  Dendryphantes hastatus